# 3C 299
3C 299 là một thiên hà radio/chuẩn tinh nằm trong chòm sao Mục Phu.